# Romana Frýdlová
Romana Frýdlová, provdaná Černá, (* 6. prosince 1967 Praha) je bývalá československá sportovní plavkyně.

## Citát
| „                 | Trenéři to s holkama nemají snadné, ale dívky po tom čtrnáctém roku potřebují trošku přístupu s citem. Jinak to cepování vydrží pár roků a utečou nebo skončí z jiných důvodů. Brání se proti drezúrování, touží po určitých maličkostech. Proč jim třeba bránit, když se chtějí namalovat? | “ |
| — Romana Frýdlová | |   |

## Sportovní kariéra
Je rodačkou z pražského Spořilova. Její rodiče se seznámili u vody. Oba se věnovali aktivně veslování a její starší sestra Milada šla v jejich sportovních stopách. Ona se však vody dlouho bála a svá první tempa ve vodě se naučila v 5 letech na Máchově jezeře. K plaveckému sportu neměla v dětství bližší vztah ani ambice (rodičů). K závodnímu plavání se dostala v 11 let shodou okolností po náboru do sportovní třídy na ZŠ Nedvědovo náměstí. V plaveckém oddíle Slavia VŠ pilovala základní technické prvky pod vedením Miluše Slavíčkové a záhy přešla k dvoufázové přípravě pod vedení trenéra Jana Passera.
Do povědomí sportovní veřejnosti se dostala poprvé v letní sezóně 1982, když byla ještě jako dorostenka po výborných výkonech na červencovém letním mistrovství republiky v Praze-Podolí dodatečně nominovaná na juniorské mistrovství Evropy do rakouského Innsbrucku. Příčinou výrazného zlepšení osobních rekordů v sezóně bylo zařazení do střediska vrcholového sportu ministerstva školství. Pod vedením trenéra Rudolfa Poledníka zintenzivnila suchou přípravu a zapracovala na síle. Dlouho se věnovala všem čtyřem plaveckým stylům. Jako teenagerka byla zamilovaná do Josefa Hladkého a chtěla jako on plavat polohové závody. S věkem však směřovala ke specializaci na kraul, protože technika prsou jí dělala na té nejvyšší úrovni problémy. Sparingpartnerky jí brzy přestaly stačit a tak se musela naučit trénovat s muži. Jejím oblíbeným sparingpartnerem byl znakař Jan Bidrman – znak mužů a kraul žen vychází časově podobně. Její závodní hmotnost byla 65 kg. Dosahovala při ní nejlepších výkonů. Když shodila kilo plavala jako po proflámované noci.

### Zrození nové české rekordwoman a první mistrovství Evropy v roce 1983
Do zimní sezóny 1983 vlétla jako kometa. Počátkem února zaskočila pořadatele zimního mistrovství ČSR v Olomouci překonáním ženského československého rekordu na 100 m volný způsob. Její výsledný čas 58,5 byl měřen ručně, protože bazén v Olomouci nebyl prozatím technicky přizpůsoben pro elektronickou časomíru. Tento sice platný rekord, ale měřen zastaralým způsobem zlegalizovala za měsíc v březnu na zimním mistrovství republiky časem 58,42. V březnu navíc překonala československé rekordy na 200 m volným způsobem (2:07,13) a 200 m polohový závod (2:24,35).
Na červnové velké ceně Slovenska v Bratislavě překonala tři československé rekordy – 100 m volný způsob (58,03), 200 m volný způsob (2:06,24) a poprvé 100 m znak 1:05,92. Na červencovém letním mistrovství republiky získala 5 individuálních titulů. Před odjezdem na srpnové mistrovství Evropy v Římě šéftrenér reprezentace Jan Vokatý uvedl, že na ní nevykládají tlak ohledně plnění úkolů, že si potřebuje zvyknout na závody se špičkovými závodnicemi a velké soutěže. Na úvod mistrovství Evropy v závodě na 100 m volný způsob předvedla v rozplavbách (58,74) i B-finále (58,71) vyrovnanost výkonů a skončila na celkovém 13. místě. Další den na 200 m volný způsob zaostala v rozplavbách časem 2:08,92 za svým osobním rekordem a obsadila 20. místo. Po dvou dnech volna byla na pořadu její dříve nejperspektivnější disciplína krátká polohovka na 200 m. Závod se jí však hrubě nepovedl a v čase 2:28,47 skončila na konci startovní listiny na 22. místě. Podobně dopadl její závěrečný start na 200 m znak. V rozplavbách doplavala na posledním 22. místě v čase 2:26,37.

### Olympijský rok 1984 – rekordní žně, bojkot olympiády, družba 84
V olympijském roce 1984 pokračovala v nastaveném trendu. V březnu se na zimním mistrovství republiky v Brně poprvé dostala na 100 m volný způsob pod 58 vteřin časem 57,99. Vše směřovala k úspěšné cestě k nominaci na olympijské hry. 14. května však vyšlo v tisku oficiální prohlášení o neúčasti Československa na olympijských hrách v Los Angeles. Víkend, kdy bylo toto rozhodnutí schváleno byla na závodech ve Vídni, kde zaplavala polohový závod na 400 m v novém československém rekordu 5:00,09. Stala se tak aktuální držitelkou 5 československých rekordů v 50 m bazénu – 100 m a 200 m volný způsob, 200 m a 400 m polohový závod a 100 m znak + nejlepší výkon na 50 m volný způsob.
Formu podobně jako v loňském roce načasovala na červnovou velkou cenu Slovenska v Bratislavě, kde zlepšila vlastní československé rekordy na 100 m (57,83) a 200 m volný způsob (2:05,76) a 200 m polohový závod (2:21,51). V červenci jela místo trápícího se klubového kolegy Jana Bidrmana na třítýdenní tréninkové soustředění do francouzského Font-Romeu-Odeillo-Via poprvé s největšími osobnostmi československého plavání Josefem Hladkým a Marcelem Gérym. Musela tak vynechat letní mistrovství republiky. Po návratu ze soustředění byl reprezentační trenér Ladislav Hlavatý s jejími tréninkovými výsledky spokojený. Rezervy u ní viděl v rychlostní vytrvalosti.
V druhé polovině srpna startovala závodě Družba 84 v Moskvě, který měl být pro sportovce z východního bloku kompenzací za olympijské hry. V úvodním závodě 100 m volný způsob obsadila ve finále v čase 58,17 6. místo. Další den v závodě na 200 m volný způsob zlepšila československý rekord v rozplavbách (2:05,25) i ve finále (2:05,10) a obsadila celkově 6. místo. Po několikadenním odpočinku startovala v polohovém závodě na 200 m a ve finále obsadila poslední 8. místo v čase 2:24,14 horším osobního rekordu.

### Finalistka 100 m v.z. na mistrovství Evropy 1985
V roce 1985 její výkonnost stále stoupala. Na březnovém zimním mistrovství republiky ubrala pár setin ze svého československého rekordu na 100 m volný způsob. Nový nejlepší výkon měl hodnotu 57,77. Za tři týdny na mezistátním utkání s Francií a Nizozemskem v Brně zaplavala 100 m volným způsobem  za 57,17 a přiblížila se k 56 vteřinové hranici absolutní evropské špičky.
V červnu na velkou cenu Slovenska do Bratislavy přijela jako dva roky zpátky výborně připravená. Na 100 m volný způsob jí o 7 setin utekla hranice 56 vteřin. Nový československý rekord 57,06 vydržel v platnosti 6 let, jako český rekord vydržel 15 let až do roku 2000. Po závodě neskrývala mírný smutek. K překonání 57 vteřin potřebovala plavat v sobotu, kdy se cítila v lepším rozpoložení a zlepšila vlastní československý rekord na 100 znak časem 1:05,37.
Na červencovém letním mistrovství republiky získala tři individuální tituly a s trenérem Rudolfem Poledníkem zároveň testovala svoje možnosti. Rychlost se měla dostavit na srpnovém mistrovství Evropy v Sofii. Na mistrovství republiky na tom byla, ale dobře vytrvalostně. Zaplavala nový československý rekord a 200 m volný způsob 2:04,63. Na 50 m volný způsob měla plavat čas stejně jako v mezičase na 100 m volný způsob s větší frekvencí s 50 záběry na délku bazénu, zvládla jich 54. Účelem bylo jí dostat do určitého monotónního způsobu k dokonalému sprinterskému projevu. Při rekordu 57,06 měla mezičas 27,6 a tento test napověděl možnosti výkonu hluboko pod 57 vteřin. Úvodní den plaveckých soutěží mistrovství Evropy plavala 100 m volný způsob. Byla nalosována do poslední čtvrté rozplavby s vědomím, že pro postup do finále musí plavat čas hluboko pod 58 vteřin. Situaci zvládla a v cíli dohmátla ve výborném čase 57,10, čtyři setiny za osobním rekordem. V odpoledním finále bylo v jejich silách plavat čas pod 57 vteřin a urvat třeba bronzovou medaili. Na obrátce byla čtvrtá, ale závěrečná padesátka jí nevyšla a dohmátla v pomalejším čase 57,39 na 6. místě "moc jsem chtěla, ale neplavala jsem dobře, příliš těžce". Druhý den plavala 200 m volný způsob. V rozplavbách obsadila časem 2:05,22 celkově 14. místo. V odpoledním B-finále plavala horší čas 2:06,00, ale oproti rozplavbám si polepšila na celkové 12. místo. Po třech dnech volna plavala polohový závod na 200 m. Závod se jí nepovedl, v rozplavbách obsadila 21. místo v čase 2:24,56 výrazně horšího osobního rekordu. Týž den plavala v rozplavbách čtvrtý kraulařský úsek polohové štafety. Štafeta se umístila na posledním 12. místě s deseti sekundovým odstupem na osmé v pořadí. Šéftrenér reprezentace Jan Passer byl s jejím finálovým umístěním spokojený, ale také od něho zazněla menší kritika směrem k trenéru Poledníkovi: "Forma u Frýdlové vrcholila zřejmě již dva týdny před ME, v Sofii se nepovedlo vystupňovat výkonnost. Nejvíc se to projevilo na jejich doplňkových tratích. Nelze jí však upřít snahu o dobrý výsledek ani tady."

### Zdravotní komplikace, trápení s limity a mistrovství světa 1986
V roce 1986 měla před sebou velký cíl, kvalifikovat se a uspět na své první plavecké mistrovství světa. Loňský rok figurovala na 100 m volný způsob časem 57,06 na 9. místě světových tabulek, ale trenér Rudolf Poledník věděl, že pro postup do finále mistrovství světa musí plavat čas pod 57 vteřin. K tomuto cíli zaměřil i přípravu. V zimní sezóně jí však v tréninku bránila slabší imunita a časté nemoce. To se muselo projevit na jejich časech. V únoru na zimním mistrovství republiky prohrála po čtyřech letech sprint na 50 m volný způsob s trenčínskou Renátou Luptákovou.
V jarních měsících tak doháněla tréninkové resty ze zimní sezóny. V dubnu byla poprvé s trenérem Poledníkem na soustředění ve Švýcarsku. V červnu si jela otestovat formu nejprve na velkou cenu Slovenska do Bratislavy. Na 200 m volný způsob zlepšila vlastní československý rekord na 2:04,26, ale jinak se necítila psychicky silná kvůli nárokům z okolí.
Letní mistrovství republiky se pořádalo netradičně již v polovině června a na 50 m volný způsob vrátila zimní porážku Renátě Luptákové. Na mistrovství republiky startovala také poprvé na 400 m volný způsob s cílem překonat letitý rekord Martiny Čapkové 4:23,53. Na 300 m měla na rekord výrazný náskok, ale v posledních 100 m jí došly síly a v cíli dohmátla v čase 4:25,10 na prvním místě. Získala čtyři mistrovské tituly, ale se svými časy nebyla spokojená, především se jí nedařilo zdolat 57 vteřinovou hranici na 100 m volný způsob. Trenér Rudolf Poledník její trápení komentoval slovy: "Podařilo se nám smazat zimní manko, ale časy by už teď měly být rychlejší. Romana moc chce a nedokáže se uvolnit..."
V červenci odjela ladit formu na 14 denní soustředění do francouzského vysokohorského střediska ve Font-Romeu-Odeillo-Via. V srpnu před odjezdem na mistrovství světa v Madridu dolaďovala formu v Praze-Podolí. Do Madridu odlétala s cílem pokořit hranici 57 vteřin. Byla přihlášena pouze na disciplínu 100 m volný způsob. V úvodní den plaveckých soutěží na mistrovství světa dohmátla v cíli stometrového sprintu v čase 57,64 na 13. místě. Na A-finále potřebovala správně podle prognóz plavat čas pod 57 vteřin – osmá západní Němka Iris Zscherpeová postupovala časem 56,85. Odpolední B-finále vypustila a v čase 58,03 skončila na celkovém 15. místě.

### Vyhořelé sezóny 1987, 1988 a následující
Československý plavecký sport prožíval na podzim 1986 krušné období. Ze mistrovství světa v Madridu se nevrátil domů její crush Josef Hladký, měsíc na to v září emigroval přes rehabilitační pobyt v Jugoslávii Marcel Géry. Československý sport tak přišel o své největší plavecké hvězdy.
V zimní sezóně 1987 u ní propukly problémy lidí trpících symptomem vyhoření. Neustále vracející se virózy řešila v lednu operací krčních mandlí. Hlavním důvodem proč však prakticky přestala trénovat a vynechala celou sezónu 1987 byly bolesti v kotníku, jejichž příčinu se specialistům nedařilo specifikovat a odstranit. Podstoupila dokonce operaci, ale bolesti šlach a vazů se neustále vracely. Špatnou roli sehrál v jejím případě střediskový psycholog... "Když se mu člověk svěří a on prozradí trenérovi, co bylo určeno jen jemu, to je lumpárna."
Na jaře 1987 úspěšně maturovala na pražské sportovní gymnázium Nad Štolou. Změnila trenéra, od Rudolfa Poledníka přešla do tréninkové skupiny Jaroslava Strnada. Na podzim se vrátila k tréninku, připravila se na zimní sezónu s cílem kvalifikovat se na olympijské hry v Soulu, ale svými časy zůstávala daleko za osobními rekordy. Na březnovém zimním mistrovství republiky obsadila ve finále 100 m volný způsob až 3. místo v čase 1:00,24.
V dubnu 1988 v rozhovoru pro Československý sport zhruba popsala svůj poslední rok a půl. Ve svých 18 letech si připadala mezi těmi 14 tiletými děvčaty už stará. Odpočinula si a po návratu chtěla všem dokázat, že i 18 leté babičky mohou závodně plavat "musela jsem se vrátit, protože jsem si uvědomila, že jsem v životě zatím nic nedokázala udělat pořádně, beze zbytku. Teď když něco ošidím, tak šidím především sama sebe. Teď už to vím. Dřív jsem brečela, když jsem nemohla na závody. Teď často slyším, jé už zase musíme plavat. Jakoby se z toho vytrácela chuť a radost." Trenér Jaroslav Strnad jí doplnil: "Rozdíl proti minulosti tady určitě je. Fungují už i obranné stereotypy. Člověk si podvědomě říká, co může a s čím je třeba opatrně, aby se nevrátil nějaký zdravotní problém." V květnu a v červnu přišel opět útlum. V červnu měla doma trochu bizarní úraz na schodech a kvůli bolestem kotníku netrénovala. V červenci si při vystupování z tramvaje vykloubila prst a nemohla trénovat ani na sucho. Po letní sezóně sní v středisku vrcholového sportu ministerstva školství ukončili spolupráci.
V březnu 1990 se k tréninku opět vrátila "dostala jsem zase chuť plavat, asi jsem si dostatečně psychicky odpočinula. Sportuji pro sebe, ne proto, že musím. Byla jsem se totiž jednou podívat na Strahov, jen tak, kouknout na lidi kolem bazénu, ale jak jsem to tam pozorovala, napadlo mi, že by zase stálo za to plavat". Do bazénu začala chodit ze svobodné vůle, trenér Strnad jí vypracoval tréninkový plán, který několik měsíců dodržovala. V létě na své oblíbené velké ceně Slovenska zaplavala 100 m volný způsob za 1:00,4.
Po maturitě se dvakrát neúspěšně pokoušela dostat na pražskou FTVS. Pracovala chvíli jako instruktorka tělesné výchovy pro učně. Od školního roku 1990/91 nastoupila do prvního semestru na fakulta tělesné kultury v Olomouci.

### Československé rekordy
pozn. 1: pouze seniorské rekordy v 50 m bazénu
pozn. 2: tabulka byla sestavena z novinových článků a nemusí být kompletní
| rok  | disciplína           | čas     | klub                  | datum      | závod                         | místo                | poznámka     | platnost        | pokořitelka                  |
| ---- | -------------------- | ------- | --------------------- | ---------- | ----------------------------- | -------------------- | ------------ | --------------- | ---------------------------- |
| 1983 | 100 m volný způsob   | 58,5    | TJ Vysoké školy Praha | 6.2.1983   | zimní mistrovství ČSR         | Olomouc              | ruční měření |                 |                              |
| 1983 | 200 m volný způsob   | 2:07,13 | TJ Vysoké školy Praha | 5.3.1983   | mezinárodní závody            | Podolí, Praha        |              |                 |                              |
| 1983 | 200 m polohový závod | 2:24,35 | TJ Vysoké školy Praha | 11.3.1983  | zimní mistrovství republiky   | Podolí, Praha        |              |                 |                              |
| 1983 | 100 m volný způsob   | 58,42   | TJ Vysoké školy Praha | 13.3.1983  | zimní mistrovství republiky   | Podolí, Praha        |              |                 |                              |
| 1983 | 200 m volný způsob   | 2:06,24 | TJ Vysoké školy Praha | 25.6.1983  | mezinárodní závody            | Pasienky, Bratislava |              |                 |                              |
| 1983 | 100 m volný způsob   | 58,03   | TJ Vysoké školy Praha | 26.6.1983  | mezinárodní závody            | Pasienky, Bratislava |              |                 |                              |
| 1983 | 100 m znak           | 1:05,92 | TJ Vysoké školy Praha | 26.6.1983  | mezinárodní závody            | Pasienky, Bratislava |              |                 |                              |
| 1983 | 200 m polohový závod | 2:22,61 | TJ Vysoké školy Praha | 13.12.1983 | mezinárodní závody            | Lužánky, Brno        |              |                 |                              |
| 1984 | 100 m volný způsob   | 57,99   | TJ Vysoké školy Praha | 9.3.1984   | zimní mistrovství republiky   | Lužánky, Brno        |              |                 |                              |
| 1984 | 200 m polohový závod | 2:22,48 | TJ Vysoké školy Praha | 10.3.1984  | zimní mistrovství republiky   | Lužánky, Brno        |              |                 |                              |
| 1984 | 200 m polohový závod | 2:21,84 | TJ Vysoké školy Praha | 17.3.1984  | mezistátní utkání s FRG a NED | Karlsruhe, Německo   |              |                 |                              |
| 1984 | 400 m polohový závod | 5:00,09 | TJ Vysoké školy Praha | 12.5.1984  | mezinárodní závody            | Vídeň, Rakousko      |              | 5 let a 77 dní  | Hana Černá (1989)            |
| 1984 | 200 m volný způsob   | 2:05,76 | TJ Vysoké školy Praha | 9.6.1984   | mezinárodní závody            | Pasienky, Bratislava |              |                 |                              |
| 1984 | 200 m polohový závod | 2:21,51 | TJ Vysoké školy Praha | 9.6.1984   | mezinárodní závody            | Pasienky, Bratislava |              | ~6 let          | ?Hana Černá (1990 nebo 1991) |
| 1984 | 100 m volný způsob   | 57,83   | TJ Vysoké školy Praha | 10.6.1984  | mezinárodní závody            | Pasienky, Bratislava |              |                 |                              |
| 1984 | 200 m volný způsob   | 2:05,25 | TJ Vysoké školy Praha | 20.8.1984  | Družba 84                     | Moskva, Sovětský vaz | rozplavby    |                 |                              |
| 1984 | 200 m volný způsob   | 2:05,10 | TJ Vysoké školy Praha | 20.8.1984  | Družba 84                     | Moskva, Sovětský vaz | finále       |                 |                              |
| 1985 | 100 m volný způsob   | 57,77   | TJ Vysoké školy Praha | 1.3.1985   | zimní mistrovství republiky   | Podolí, Praha        |              |                 |                              |
| 1985 | 100 m volný způsob   | 57,17   | TJ Vysoké školy Praha | 17.3.1985  | mezistátní utkání s NED a FRA | Lužánky, Brno        |              |                 |                              |
| 1985 | 100 m znak           | 1:05,37 | TJ Vysoké školy Praha | 8.6.1985   | mezinárodní závody            | Pasienky, Bratislava |              | 6 let a 75 dní  | Helena Straková (1991)       |
| 1985 | 50 m volný způsob    | 26,89   | TJ Vysoké školy Praha | 9.6.1985   | mezinárodní závody            | Pasienky, Bratislava |              | 7 let a 205 dní | zánik ČSFR (1993)            |
| 1985 | 100 m volný způsob   | 57,06   | TJ Vysoké školy Praha | 9.6.1985   | mezinárodní závody            | Pasienky, Bratislava |              | 6 let a 55 dní  | Martina Moravcová (1991)     |
| 1985 | 200 m volný způsob   | 2:04,63 | TJ Vysoké školy Praha | 19.7.1985  | letní mistrovství republiky   | Pasienky, Bratislava |              |                 |                              |
| 1986 | 200 m volný způsob   | 2:04,26 | TJ Vysoké školy Praha | 5.6.1986   | mezinárodní závody            | Pasienky, Bratislava |              | 6 let a 209 dní | zánik ČSFR (1993)            |

### České rekordy
| rok  | disciplína         | čas     | klub                  | datum    | závod              | místo                | poznámka | platnost         | pokořitelka              |
| ---- | ------------------ | ------- | --------------------- | -------- | ------------------ | -------------------- | -------- | ---------------- | ------------------------ |
| 1985 | 50 m volný způsob  | 26,89   | TJ Vysoké školy Praha | 9.6.1985 | mezinárodní závody | Pasienky, Bratislava |          | 12 let a 293 dní | Ilona Hlaváčková (1998)  |
| 1985 | 100 m volný způsob | 57,06   | TJ Vysoké školy Praha | 9.6.1985 | mezinárodní závody | Pasienky, Bratislava |          | 15 let a 25 dní  | Ilona Hlaváčková (2000)  |
| 1986 | 200 m volný způsob | 2:04,26 | TJ Vysoké školy Praha | 5.6.1986 | mezinárodní závody | Pasienky, Bratislava |          | 9 let a 327 dní  | Kristýna Kyněrová (1996) |